# Kay Lahusen
Katherine Lahusen, também conhecida como Kay Tobin (Cincinnati, 5 de janeiro de 1930 – Condado de Chester, 26 de maio de 2021) foi uma fotógrafa, escritora e ativista dos direitos gays nos Estados Unidos. Ela foi a primeira fotojornalista americana abertamente lésbica. Sob a direção de arte de Lahusen, fotografias de lésbicas apareceram na capa da The Ladder pela primeira vez. Foi um dos muitos projetos que ela empreendeu com a parceira Barbara Gittings, que era então editora The Ladder.
Como ativista, Lahusen esteve envolvida na fundação da Gay Activists Alliance (GAA) em 1970 e na retirada da homossexualidade no Manual Diagnóstico e Estatístico de Transtornos Mentais (DSM), da Associação Americana de Psiquiatria. Ela contribuiu com textos e fotografias para o Gay Newsweekly e o Come Out!, sediados em Nova Iorque, e foi coautora de dois livros: The Gay Crusaders em 1972 com Randy Wicker (sob seu pseudônimo Kay Tobin) e Love and Resistance: Out of the Closet into the Stonewall Era, reunindo suas fotografias com Diana Davies em 2019.

## Primeiros anos
Katherine Lahusen nasceu em 5 de janeiro de 1930, em Cincinnati, Ohio. Ela foi criada por seus avós, George e Katherine (Walker) Lahusen. Ela desenvolveu seu interesse em fotografia quando criança. "Mesmo quando criança, eu gostava de usar uma pequena câmera de caixa e empurrá-la e tentar tirar algo artístico dela", ela lembrou. Ela estudou na Withrow High School, graduando-se em 1948. Quando adolescente, ela percebeu sua atração por mulheres, por meio de paixões por estrelas como Katharine Hepburn, e foi para a Universidade Estadual de Ohio com uma namorada. Lahusen estudou inglês e planejava se tornar professora; enquanto isso, o relacionamento durou seis anos. Lahusen se formou em 1952 e eles foram morar juntos, mas sua namorada finalmente saiu "para se casar e ter uma vida normal", deixando Lahusen devastado pela perda.

## Carreira
Lahusen passou os seis anos seguintes em Boston trabalhando na biblioteca de referência do The Christian Science Monitor. Depois que um psiquiatra especializado em clientes gays lhe mostrou uma cópia da revista lésbica The Ladder (publicada pelas Filhas de Bilitis), ela entrou em contato com a organização e conheceu Barbara Brooks Gittings em um piquenique das Filhas de Bilitis em 1961. Elas se tornaram um casal e Lahusen mudou-se para Filadélfia para ficar com Gittings. Quando Gittings assumiu The Ladder em 1963, Lahusen tornou-se diretora de arte, e priorizou a melhoria da qualidade da arte nas capas. Onde antes havia desenhos simples, caracterizados por Lahusen como "bem sem graça, pequenos gatos, figuras humanas insípidas", Lahusen começou a adicionar fotografias de lésbicas reais na capa a partir de setembro de 1964. A primeira mostrava duas mulheres de costas, em uma praia olhando para o mar. Mas Lahusen realmente queria adicionar retratos de lésbicas de rosto inteiro. "Se você anda por aí como se não ousasse mostrar o rosto, isso envia uma mensagem terrível", lembrou Lahusen.
Várias capas mostraram várias mulheres dispostas a posar de perfil ou de óculos de sol, mas em meados da década de 1960, Lahusen conseguiu persuadir algumas mulheres a terem seus rostos mostrados na capa, incluindo Lilli Vincenz, que havia sido dispensada do exército quando foi exposta, e Ernestine Eckstein, uma ativista lésbica afro-americana que fez piquete na Casa Branca em 1965. No final do período de Gittings como editora, Lahusen lembrou que havia uma lista de espera de mulheres que queriam estar de rosto inteiro na capa da revista. Ela escreveu artigos no The Ladder sob o nome de Kay Tobin, um nome que ela escolheu na lista telefônica e que ela achou mais fácil para as pessoas pronunciarem.
Lahusen fotografou Gittings e outras pessoas que fizeram piquetes em prédios federais e no Independence Hall em meados do final da década de 1960. Ela contribuiu com fotografias e artigos para um jornal de Manhattan chamado Gay Newsweekly e trabalhou na Livraria Oscar Wilde da cidade de Nova Iorque, a primeira livraria dedicada à melhor literatura sobre temas gays e à disseminação de materiais que promoviam uma agenda política gay. Ela trabalhou com Gittings no caucus gay da American Library Association e fotografou milhares de ativistas, marchas e eventos nas décadas de 1960 e 1970. Frank Kameny e Jack Nichols e muitos outros ativistas gays se tornaram seus temas.
Lahusen participou do ativismo por meio de organização e também da arte. Na década de 1960, ela realizou e fotografou piquetes de "Lembrete Anual" em frente ao Independence Hall, na Filadélfia, no dia 4 de julho. Em 1970, Lahusen fez parte da fundação da Aliança de Ativistas Gays original, e em 1972 trabalhou para pressionar a Associação Americana de Psiquiatria (APA) a remover a homossexualidade de seu Manual Diagnóstico e Estatístico de Transtornos Mentais. Como parte deste último, ela também fotografou John E. Fryer usando o disfarce que ele usou para proteger sua reputação quando se dirigiu à convenção da APA como um psiquiatra gay. A homossexualidade foi descartada como diagnóstico no ano seguinte. Relembrando seu trabalho da perspectiva de 2021, Kevin Jennings, chefe da Lambda Legal, disse: "É impossível exagerar a importância de Kay na luta pelos direitos e dignidade LGBT."

## Últimos anos
Na década de 1980, Lahusen se envolveu com imóveis, e colocou anúncios em jornais gays. Ela também organizou agentes para fazê-los marchar na Marcha do Orgulho da cidade de Nova Iorque. Mais recentemente, suas fotografias foram apresentadas em exposições no William Way LGBT Community Center na Filadélfia e na Biblioteca do Instituto Wilmington em Delaware.
Em 2007, todas as fotos e escritos de Lahusen e os papéis e escritos de Gittings foram doados à Biblioteca Pública de Nova Iorque. Lahusen e Gittings ficaram juntos por 46 anos quando Gittings morreu de câncer de mama em 18 de fevereiro de 2007, aos 74 anos. Lahusen estava trabalhando na coleta de suas fotografias para um álbum de recortes de fotografia sobre a história do movimento pelos direitos gays quando a doença de Gittings colocou os planos em espera. Em 2015, ela colaborou com Tracy Baim, que escreveu uma biografia de Gittings chamada Barbara Gittings, pioneira gay, ilustrada com as fotografias de Lahusen. No mesmo ano, Lahusen apareceu no pódio em um evento na Filadélfia celebrando a história e o futuro dos direitos gays, logo após a decisão da Suprema Corte que legalizou o casamento entre pessoas do mesmo sexo. Em 2019, ela e Diana Davies publicaram Love and Resistance: Out of the Closet into the Stonewall Era, collecting their photographs. Uma crítica no The Guardian descreveu a coleção como "fotos inestimáveis de pioneiros LGBTQ".
Até pouco antes de sua morte, Lahusen residia em Kennett Square, Pensilvânia, em uma unidade de vida assistida. Ela morreu no Chester County Hospital, Pensilvânia, em 26 de maio de 2021, após uma breve doença. Ela tinha 91 anos. Um terreno no Cemitério do Congresso em Washington, D.C., próximo ao local de sepultamento de Gittings foi atribuído a Lahusen. As cinzas de ambos serão enterradas dentro de um banco de pedra gravado com o lema que ajudaram a popularizar: "Gay é bom".

## Legado
Em 2016, um marcador histórico foi colocado nas ruas 21st e Locust, na Filadélfia, perto do apartamento que Gittings e Lahusen compartilhavam na década de 1960; o marcador descreve o trabalho de Gittings pelos direitos LGBT na Filadélfia. Dois episódios do podcast Making Gay History apresentam Lahusen e Gittings, e um episódio bônus desse podcast é sobre os jantares mensais de Lahusen com outras pessoas gays.

## Obras publicadas
- 1972: The Gay Crusaders, como Kay Tobin, com Randy Wicker (em inglês)
- 2019: Love and Resistance: Out of the Closet into the Stonewall Era, collecting their photographs, com Diana Davies (em inglês)